# Rafael Ávila de Azevedo
Rafael Ávila de Azevedo (Angra do Heroísmo, 21 de setembro de 1911 – New Orleans, 21 de novembro de 1985) foi um pedagogo, administrador colonial e político, professor da Universidade do Porto e deputado à Assembleia Nacional pelo Distrito Autónomo de Angra do Heroísmo.

## Biografia
Nasceu na freguesia da Sé, no seio de uma família ligada à burguesia angrense. Concluiu o ensino secundário no Liceu Nacional de Angra do Heroísmo e partiu de imediato para Lisboa, onde obteve a licenciatura em Filologia Românicas pela Faculdade de Letras de Lisboa, que concluiu em 1931.
Dedicou-se à docência liceal, estagiando em Lisboa, onde foi aprovado em exame de estado, sendo depois colocado no Liceu Nacional de Angra do Heroísmo de 1934 a 1937. Neste último ano concorreu aos quadros ultramarinos, sendo sucessivamente colocado nos Liceus de Luanda e de Sá da Bandeira (hoje Lubango), sendo nesta última cidade reitor do liceu no período de 1947 a 1957. Acumulou estas funções com o cargo de Director dos Serviços de Instrução Pública de Angola (1947-1957) e depois de vogal do Conselho Legislativo de Angola (1956-1957).
Em 1957 fixou-se em Lisboa, retomando a docência liceal. No ano imediato obteve uma comissão de serviço como leitor de Cultura Portuguesa na Universidade de Montpellier, em França. No final do seu período de estadia em Montpellier apresentou uma dissertação de doutoramento na Universidade de Montpellier, obtendo o grau de doutor em Ciências Pedagógicas. A partir de 1963 passou a leccionar na Universidade do Porto as cadeiras de Pedagogia e Didáctica, História da Educação e Administração e Organização Escolar, cargos que manteve 1981, ano em que foi atingido pelo limite de idade.
Após a jubilação foi para Macau, onde durante dois anos foi professor convidado de Cultura Portuguesa na Universidade da Ásia Oriental.
Notabilizou-se pelos seus estudos sobre o ensino em África, especialmente sobre a situação em Angola. Os estudos que publicou sobre esse tema valeram-lhe ser condecorado com o grau de oficial da Ordre des Palmes académiques (Ordem das Palmas Académicas) de França.
Foi deputado na Assembleia Nacional do Estado Novo em representação do Distrito Autónomo de Angra do Heroísmo, na X Legislatura (1969-1973) e na XI Legislatura (1973-1974). Em ambas as legislaturas pertenceu à Comissão Permanente de Legislação e Redacção, tendo intervenção extensa, essencialmente sobre temas referentes aos Açores e às políticas de educação.

## Obras publicadas
Entre outras, é autor das seguintes obras:
- (1946) — A grande travessia africana de Capelo e Ivens. Lisboa : Livraria Sá da Costa.
- (1958) — «Iniciação à Pedagogia», in Enciclopédia Popular. Luanda, Instituto de Angola.
- (1958) — Política de Ensino em África. Lisboa, Ministério do Ultramar.
- (1959) — "Un aperçu de l'Angola province portugaise en Afrique" in Boletim do Instituto de Angola, n.º 12 (Jan-Dez.1959). Instituto de Angola, Luanda.
- (1964) — "Novos subsídios para a história do ensino em Angola (Século XIX)" in Boletim do Instituto de Angola, nº 19 (Maio-Agosto 1964), p. 33-39. Instituto de Angola, Luanda.
- (1966) — A Geração de Mouzinho e o Pensamento da Revolução Nacional. Lisboa, Secretariado Nacional de Informação
- (1977) — «Cartas inéditas do conde de Subserra (1818-1825)» in Boletim do Instituto Histórico da Ilha Terceira, 29-33.
- (1981) — «O Conde de Subserra» in Boletim do Instituto Histórico da Ilha Terceira, 39 (1981).
- (1984) — A influência da Cultura portuguesa em Macau. Lisboa: Biblioteca Breve, Instituto de Cultura e Língua Portuguesa.